# Ralf Grabsch
Ralf Grabsch (né le 7 avril 1973 à Wittemberg) est un directeur sportif et ancien coureur cycliste allemand. Il fut coureur professionnel de 1996 à 2008.  Au début de la saison 2006, il est passé de l'équipe Wiesenhof à l'équipe Milram, avant de devenir, en 2009, directeur sportif de cette dernière. Depuis 2012, il est sélectionneur de l'équipe d'Allemagne espoirs.
Il est le frère aîné de Bert Grabsch, ancien champion du monde du contre-la-montre. 

## Palmarès
- 1994
  - 9e étape de la Course de la Paix
  - 2e de la Course de la Paix
  -  Médaillé de bronze du championnat du monde du contre-la-montre par équipes
- 1995
  - 12e étape de la Commonwealth Bank Classic
- 1996
  - Classement final du Tour de Hesse
- 1997
  - 3eb étape du Tour de Bavière
  - 6e étape du Tour de Basse-Saxe
- 1998
  - 3e étape du Tour du Poitou-Charentes
  - 2e du Hel van het Mergelland
  - 2e de la Ster der Beloften
- 1999
  - Ster der Beloften :
    - Classement général
    - 3e étape

  - 2e du Tour de Zélande centrale
  - 2e du Tour du Limbourg
  - 3e du Hel van het Mergelland
- 2000
  - 2e du Tour de Zélande centrale
- 2003
  - 2e du Tour de Bohême
  - 3e du Tour de Drenthe
- 2004
  - 2e du Grand Prix de Buchholz
  - 3e du Mémorial Rik Van Steenbergen
- 2006
  - 3e étape du Tour de Bavière
  - 1re étape de la Cologne Classic (contre-la-montre par équipes)
- 2007
  - 3e de la Cologne Classic

## Résultats sur les grands tours

### Tour de France
3 participations
- 2006 : 102e
- 2007 : 116e
- 2008 : 123e

### Tour d'Italie
1 participation
- 2002 : 111e

### Tour d'Espagne
2 participations
- 1999 : 87e
- 2000 : 89e

## Classements mondiaux
| Année           | 2005 |
| --------------- | ---- |
| UCI Europe Tour | 777e |